# Detlev Dormeyer
Detlev Dormeyer (ur. 5 grudnia 1942 w Leoben) – austriacki teolog katolicki, badacz Biblii i profesor Nowego Testamentu.
Główny nacisk badań Dormeyera jest położony na stosunek Ewangelii do antycznych biografii. Był również zaangażowany w rozwój naukowej interpretacji Biblii jako kluczowej metody edukacji religijnej.

## Życiorys
Dormeyer studiował od 1962 do 1969 teologię katolicką na Albert-Ludwigs University of Freiburg, w Kolegium Filozoficzno-Teologicznym St. Georgen we Frankfurcie, na Uniwersytecie Westfälische Wilhelms w Münster i od 1965 do 1969 germanistykę na Uniwersytecie Westfälische Wilhelms. Profesor na uniwersytetach w Münster, Dortmundzie, Stellenbosch, Greenville (USA) i Instytucie Teologicznym św. Józefa w Hilton (RPA). W 2003 r. wraz z Jamesem Charlesworth (z Seminarium Teologicznego Princeton) otrzymał medal Comenius Ewangelickiego Wydziału Teologicznego Uniwersytetu Karola w Pradze. W latach 2006–2008 Dormeyer był dziekanem wydziału nauk humanistycznych i teologii na Uniwersytecie Technicznym w Dortmundzie. Od 2008 r. na emeryturze.

## Ważniejsze dzieła
- Religijne doświadczenie i Biblia. Problemy i możliwości korzystania z Biblii w edukacji religijnej (1975)
- Nowy Testament wśród pism starożytności (1998)
- Ewangelia Marka jako idealne biografia Jezusa Chrystusa, Nazarejczyka (1999)
- Życie historii i religii (1999)
- Chrystologia w praktyce życia (2000)
- Akty (2003)
- Słowo Boże w języku ludzi (2004)
- Fascynacja „Harrym Potterem”: co za tym stoi? (2005)
- Ewangelia Jana (2005)
- W Ewangelii Marka (2005)
- Praca w starożytności, judaizmie i chrześcijaństwie (2006)
- Jezus Chrystus jako posłaniec zbawienia (2008)